# Camptochaeta pellax
Camptochaeta pellax är en tvåvingeart som beskrevs av Heikki Hippa och Pekka Vilkamaa 1994. Camptochaeta pellax ingår i släktet Camptochaeta och familjen sorgmyggor.
Artens utbredningsområde är Colorado. Inga underarter finns listade i Catalogue of Life.